# Голова (струмок)
Голова — струмок в Україні, у Новоушицькому й Дунаєвицькому районах Хмельницької області. Лівий доплив Ушиці (басейн Дністра).

## Опис
Довжина струмка приблизно 2,7 км.

## Розташування
Бере початок у селі Бучая. Спочатку тече на південний, а потім на північний захід і в селі Сокілець впадає у річку Ушицю, ліву притоку Дністра.